# International Business School of Service Management
Die International Business School of Service Management (ISS) war von 2007 bis 2014 eine staatlich anerkannte private Fachhochschule in Hamburg. Sie bot FIBAA-akkreditierte berufsbegleitende Weiterbildungen zum Master of Business Administration bzw. Bachelor im Bereich Dienstleistungsmanagement an, ab 2010 konnte ein BWL-Studium zum Bachelor of Arts (B.A.) mit Schwerpunkt Service-Management aufgenommen werden. Im November 2013 wurde der Lehrbetrieb wegen zu geringer Studierendenzahlen eingestellt.
Nach dem Ende der Master- und Bachelorstudiengänge bietet die ISS Zertifikatslehrgänge, Seminare und Trainings zur beruflichen Weiterbildung an, veranstaltet Workshops und Fachtagungen und übernimmt Beratungsdienstleistungen für Unternehmen und Organisationen.

## Geschichte
Die ISS International Business School of Service Management ist eine Ausgründung der MarketingAkademie Hamburg, eines Beratungs- und Weiterbildungsdienstleisters für Wirtschaftsunternehmen. Im Zusammenhang mit der wirtschaftlichen Bedeutung von Dienstleistungen in der Dienstleistungsgesellschaft und ihrer wissenschaftlichen Behandlung im aufkommenden Fachgebiet Service Science (Dienstleistungswissenschaft) sollte mit dem Studienprogramm der Fachhochschule ein entsprechendes akademisches Ausbildungsangebot für Führungskräfte in diesem Bereich geschaffen werden. Die ISS ging aus dem an der MarketingAkademie Hamburg aufgebauten Leistungsbereich ServiceAkademie hervor, in dessen Rahmen offene Seminare sowie deutsch- und englischsprachige Zertifikatslehrgänge im Bereich Dienstleistungsmanagement angeboten wurden. Fach- und Führungskräfte aus dem Bereich technische Dienstleistungen/Instandhaltung technischer Geräte konnten sich hier in berufsbegleitenden Lehrgängen unter anderem zum „Projektmanager Service“, „Logistik Manager Service“, „Service Manager“ und „Fachberater Service“ fortbilden. Die Unternehmenskontakte der MarketingAkademie wurden für den Auf- und Ausbau der ISS genutzt, ebenso die Räumlichkeiten des Weiterbildungsdienstleisters am Hans-Henny-Jahnn-Weg in Hamburg-Uhlenhorst.
Die ISS bot FIBAA-akkreditierte berufsbegleitende Weiterbildungen zum Master of Business Administration bzw. Bachelor im Bereich Dienstleistungsmanagement an, ab 2010 konnte ein BWL-Studium zum Bachelor of Arts (B.A.) mit Schwerpunkt Service-Management aufgenommen werden.

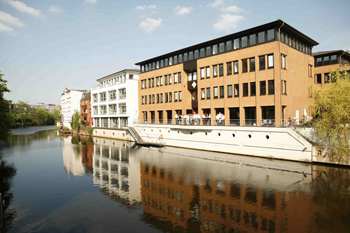
Außenansicht ISS

2003 wurde die Gründungsgesellschaft etabliert, 2005 die Trägergesellschaft der Hochschule als Gründungsgesellschaft zur Errichtung der ISS International Business School of Service Management GmbH eingetragen und nach Abschluss des Gründungsprozesses 2006 in ISS International Business School of Service Management GmbH umbenannt. 2006 beantragte die ISS die staatliche Anerkennung, die am 13. Februar 2007 erteilt wurde. Gründungspräsident war Klaus W. Röben, als Geschäftsführer agierte Michael René Weber.

### Staatlich anerkannte Fachhochschule von 2007 bis 2013
Am 4. Januar 2008 startete das MBA-Studienprogramm Service Management; ab 2009 wurde für den Studiengang die Vertiefung Instandhaltung angeboten. Im Rahmen des Mentoring-Programms „Top Executive Program“ (TEP) stellten sich Vertreter der Wirtschaft als Mentoren für die MBA-Studenten zur Verfügung. Bei der Profilierung des auf Service- und Instandhaltungsmanagement im industriellen Bereich spezialisierten Studiengangs arbeitete die ISS mit dem Fraunhofer-Institut für Materialfluss und Logistik (IML) und mit dem Forum Vision Instandhaltung e. V., einem Interessenverband von Führungskräften im Bereich industrieller Instandhaltung, zusammen.
Am 26. Juni 2010 nahmen die ersten Studenten des Bachelor-Studiengangs mit Schwerpunkt Service- und Instandhaltungsmanagement ihr Studium an der ISS auf. Im gleichen Jahr wurde der oben erwähnte Leistungsbereich ServiceAkademie der MarketingAkademie Hamburg, in dem nicht-akademische berufsbegleitende Weiterbildungen angeboten wurden, organisatorisch der ISS zugeordnet. Das Bachelor-Programm wurde vom Association for Service Management International (AFSMI), dem weltweiten Berufs- und Interessenverband für Fach- und Führungskräfte der High-Tech-Dienstleistungsbranche, zertifiziert.
Ab 2011 waren zusätzlich zwei M.A.-Studiengänge (Master of Arts) mit Spezialisierung auf International Marketing, Sales and Relationship Management bzw. International Management and Service Operations akkreditiert.
Ab Sommer 2012 gehörte ein Studienaufenthalt am Institute of Management Technology im indischen Ghaziabad zum MBA-Studienprogramm. Ebenfalls 2012 begann eine Kooperation mit dem Wiener Studienzentrum Hohe Warte, in deren Rahmen die ISS in Wien den B.A.-Studiengang „Management und Service-Kompetenz“ anbot.
In Kooperation mit der Berufsschule H20 Bramfelder See gehörte ab März 2013 ein von ISS und H20 gemeinsam entwickeltes doppelt qualifizierendes Berufsstudium zum Programm der Fachhochschule, bei dem parallel zum B.A.-Studiengang Servicemanagement eine kaufmännische Berufsausbildung durchlaufen wurde.
Im Dezember 2013 entschied die Leitung der ISS, angesichts geringer Studierendenzahlen die Master- und Bachelorstudiengänge einzustellen und die im Sommer 2014 anstehende Erneuerung der staatlichen Anerkennung als Fachhochschule nicht zu beantragen.
Dem Gründungspräsidenten Klaus W. Röben folgten als Präsidenten der ISS die Professoren Andreas Winkler und Odd Gisholt. Odd Gisholt hatte das Amt bis zur Einstellung des Hochschulbetriebs inne. Geschäftsführer und Kanzler Michael René Weber verantwortete die laufenden Geschäfte und die Verwaltung des Lehrbetriebes. 

## Struktur der Hochschule
Der Hochschulsenat setzte sich aus Hochschulleitung, Lehrkörper und Studierenden zusammen. Zusammen mit dem Präsidenten nahm er die Hochschulleitung wahr. Das ISS-eigene „ISM International Institute of Service Management“ bündelte die Forschungsaktivitäten der Hochschule.
Der Wissenschaftliche Beirat beriet die Hochschulleitung hinsichtlich der Lehre und Forschungsaktivitäten der ISS Hamburg und deren Praxisrelevanz. Dem Gremium gehörten neben zwei Professoren anderer Hochschulen auch zwei Führungskräfte aus dem Bereich Service Management an. Im Wirtschafts- und Förderbeirat waren Unternehmen und Verbände vertreten, die die ISS unterstützten.

## Weiterbildungs- und Beratungsinstitut ab 2014
Nach Einstellung des Hochschulbetriebs fungierte die ISS als Weiterbildungsdienstleister. Angeboten werden Zertifikatslehrgänge, offene Seminare und firmenspezifische Trainingsprogramme („Corporate Programs“) in deutscher und englischer Sprache, weiterhin Beratungsdienstleistungen für Unternehmen und Organisationen.
Thematische Schwerpunkte der Lehr- und Beratungsangebote liegen auf Analyse, Konzeption, Umsetzung, Vermarktung und Management von Dienstleistungsangeboten sowie auf der Bewältigung von Transformationsprozessen (digitaler Wandel, Servitization) in diesem Bereich.